# Autopsie Vol. 4
Albums de Booba
Lunatic
(2010) Futur
(2012)
Singles
1. Paname
Sortie : 20 août 2011
2. Bakel City Gang
Sortie : 1er octobre 2011
3. Cruella
Sortie : 28 octobre 2011
4. Scarface
Sortie : 31 octobre 2011
5. Vaisseau mère
Sortie : 1er décembre 2011
6. Corner
Sortie : 16 décembre 2011
7. A4
Sortie : 28 mai 2012

Autopsie Vol. 4 (Autopsie 4 ou encore A4) est la quatrième mixtape du rappeur français Booba sortie le 14 novembre 2011 sur son propre label Tallac Records. Cette mixtape est disponible en téléchargement digital sur iTunes et en écoute sur Spotify.
Le premier extrait de cette mixtape, intitulé Paname, est produit par Therapy (2093 & 2031). Il a été dévoilé le 20 août 2011 sur la plateforme YouTube.
Le deuxième single est Bakel City Gang, également produit par Therapy. Le clip a été diffusé le 1er octobre 2011, en avant-première, lors du concert de Booba à Paris-Bercy.
Booba a aussi interprété un autre extrait de la mixtape lors de son entrée sur scène, le morceau Cruella (en featuring avec la nouvelle signature de son label, Shay). Deux jours après le clip Cruella, un nouvel extrait de l'album intitulé Scarface  est apparu. Le morceau est sorti en avant première sur les plateformes YouTube et Dailymotion.
De nombreux artistes dont Kaaris, Grödash, Shay, Gato da Bato, Niro, Smoker, Linsen de Unité Spéciale ainsi que le 92I (Mala et Djé) sont présents sur Autopsie Vol.4. La pochette de la mixtape a été dévoilée le 21 octobre 2011 sur Twitter. Le changement cosmétique effectué sur le site officiel de Booba est un clin d’œil à celle-ci.

## Accueil

### Critiques
Booba confirme avec ce joli score toute l'attente qu'il y'avait autour de Autopsie volume 4 qui constitue en réalité un prélude au nouvel album de Booba attendu dans les bacs pour le mois d'octobre 2012.
En conflit avec les plates-formes de streaming (Spotify, iTunes, Deezer, etc.), cet album n'est plus disponible à l'écoute.

### Classements et ventes
Après le gros score réalisé par l'album Lunatic (certifié disque d'or en 2 semaines), les ventes de Autopsie volume 4 étaient évidemment attendues par tous les observateurs. Et le succès est encore une fois au rendez-vous pour ce nouveau projet puisqu'il s'est classé directement à la première place des ventes digitales et la deuxième des ventes physiques, totalisant près de 20 500 ventes lors de la première semaine. Le 4e volume est maintenant disque d'or avec plus de 90 000 ventes (record pour une mixtape). Le nombre de ventes de cette Mixtape est assez imprécis car les chiffres ne cessent de grimper.

## Liste des pistes
La liste des pistes a été annoncée le 24 octobre 2011, soit un jour après l'annonce de la pochette. Celle-ci a été disponible en pré-commande sur iTunes deux semaines avant sa sortie.
| 1.    | A4                                          | Booba                  | Chris Karmelo                   | 2:33 |
| 2.    | Bakel City Gang                             | Booba                  | Therapy (2093 & 2031)           | 4:46 |
| 3.    | Bandana Muzik                               | Grödash                | Deka                            | 3:18 |
| 4.    | Vaisseau mère                               | Booba                  | Therapy (2093 & 2031)           | 4:09 |
| 5.    | Cruella (featuring Booba)                   | Shay                   | Street Fabulous (Prinzly)       | 3:24 |
| 6.    | Problem                                     | Gato Da Bato           | Therapy                         | 3:14 |
| 7.    | Fenwick                                     | Niro                   | Hall F                          | 3:50 |
| 8.    | Scarface                                    | Booba                  | Therapy (2093 & 2031)           | 4:13 |
| 9.    | Criminelle League (featuring Kaaris)        | Booba                  | Therapy (2093 & 2031)           | 5:02 |
| 10.   | Ennemi                                      | Mala                   | Bone Collector                  | 4:42 |
| 11.   | Privé d'antenne                             | Smoker                 | Wealstarr                       | 4:46 |
| 12.   | Pigeons                                     | Booba                  | Therapy (2093 & 2031)           | 3:52 |
| 13.   | Le 6 gro                                    | Linsen (Unité Spécial) | Diamond Style                   | 4:45 |
| 14.   | Gangster                                    | Booba                  | Street Fabulous                 | 5:48 |
| 15.   | Life (featuring JC of The Finest)           | Djé                    | Phat Crispy                     | 4:26 |
| 16.   | Corner (featuring Booba & D.O.E Boy Philly) | Gato Da Bato           | Street Fabulous (Amir Boudouhi) | 4:57 |
| 17.   | Paname                                      | Booba                  | Therapy (2093 & 2031)           | 5:19 |
| 72:38 |                                             |                        |                                 |      |

## Singles

### Singles officiels
Les quatre extraits ci-dessous ont été dévoilés avant la sortie de la mixtape.
- Paname est le premier single d'Autopsie Vol. 4 sorti le 20 août 2011. Sa version en clip vidéo est sortie le 10 novembre 2011.
- Bakel City Gang est le second extrait de la mixtape. Il a été dévoilé lors de son concert à Paris Bercy le 1er octobre 2011.
- Shay - Cruella (featuring Booba) est le troisième single sorti directement en clip vidéo le 28 octobre 2011[10].
- Scarface est le quatrième single. La chanson a été dévoilée le 31 octobre 2011 et sa version en clip vidéo le 18 janvier 2012.

### Singles promotionnels
- Vaisseau mère est un single sorti directement en clip vidéo le 1er décembre 2011[11].
- Gato  - Corner (featuring Booba et Philly Poe) est un single promotionnel sorti directement en clip vidéo le 16 décembre 2011.
- Smoker - Privé d'antenne est aussi un single promotionnel sorti directement en clip vidéo le 20 décembre 2011.
- A4 est encore un single promotionnel de la mixtape sorti directement en clip vidéo le 28 mai 2012.
- Mala - Ennemi est le dernier single promotionnel sorti directement en clip vidéo le 24 août 2012.

## Clips vidéos
- Bakel City Gang est le premier clip vidéo. Il a été diffusé le 1er octobre 2011, en avant-première, lors du concert de Booba à Paris-Bercy. Le clip est assez sombre. Il réunit en 6 minutes tous les clichés du rap : drogue, alcool, gros calibres, voyous et filles imposantes. Ce clip est considéré comme le meilleur clip de Booba, et voire comme le meilleur clip de l'histoire du rap français. Le clip a été tourné dans le métro : Pont de Sèvres, Aulnay-sous-Bois  et Sevran[12].
- Cruella est le deuxième clip de l'artiste. Il a été diffusé le 28 octobre 2011 sur la plateforme Youtube[13]. Le morceau est un titre de Shay, une nouvelle artiste du label Tallac Records en featuring avec Booba. Le clip a été critiqué et n'a pas été beaucoup apprécié par le public. Une fois de plus, le clip a été réalisé par Chris Macari[14].
- Paname est le troisième clip de l'artiste. Il a été ajouté par la chaine de Booba le 10 novembre 2011[13]. Le clip est la mise en image du premier extrait de Autopsie 4 à avoir été dévoilé au public lors de son concert à Bercy[15]. Il est comparable au clip Comme une étoile.
- Vaisseau mère est le quatrième clip de la mixtape. Il est sorti le 1er décembre comme les précédents clip sur YouTube et Dailymotion. Le clip qui a été réalisé par Chris Macari s’inspire de la saga culte Star Wars.
- Corner est le cinquième clip d'Autopsie Vol. 4 sorti le 16 décembre 2011[16]. Le morceau est un titre du rappeur haïtien Gato en featuring Booba et Philly Poe. Le clip a été réalisé par Chris Macari pour le label Tallac Records[17].
- Scarface est le sixième clip d'Autopsie Vol. 4 sorti le 18 janvier 2012. Le clip a été réalisé par Nathalie Canguilhem pour le label Tallac Records.
- A4 est le huitième et avant-dernier clip promotionnel extrait de la compilation. Il est sorti le 28 mai 2012 sur YouTube. Le clip a été réalisé par Chris Macari.
- Mala - Ennemi est le dernier single promotionnel sorti directement en clip vidéo le 24 août 2012.

## Classement
| Classement (2011)   | Meilleure position |
| ------------------- | ------------------ |
| Belgique (Wallonie) | 32                 |
| France (SNEP)       | 2                  |
| Suisse              | 64                 |

## Certifications
| Pays          | Certifications | Ventes     | Ventes   |
| Pays          | Certifications | Certifiées | Cumulées |
| ------------- | -------------- | ---------- | -------- |
| France (SNEP) | Or             | 90 000     | 90 000   |